# لدیارد (آیووا)
لدیارد (به انگلیسی: Ledyard) شهری در ایالت آیووا کشور ایالات متحده آمریکا است که جمعیت آن در سرشماری سال ۲۰۱۰ میلادی، ۱۳۰ نفر بوده‌است.